# Encimera

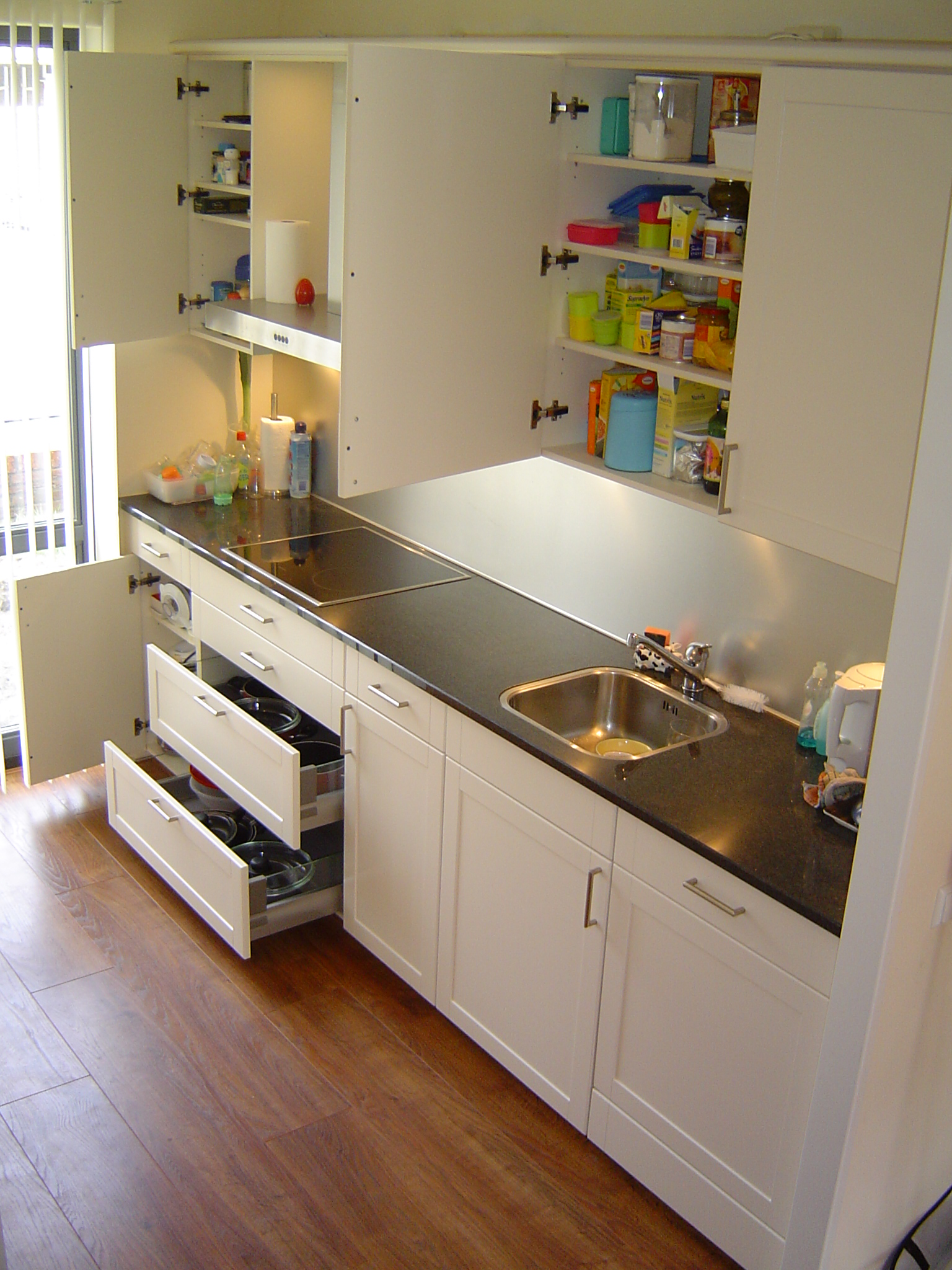
Cocina con encimera

Encimera (mesada en español rioplatense) es la denominación que recibe el complemento liso que se coloca encima de los muebles de las cocinas y los baños. 

## Características
Suelen ser soportes rígidos al deber soportar las altas temperaturas que adquieren los utensilios de cocina tras la cocción de los alimentos. También tienen que soportar eventuales golpes, rayaduras y cortes y, por último, resistir los elevados pesos de ollas, cacerolas y otros recipientes. Además, deben ser duraderas, resistentes al agua y a la grasa. La encimera actúa en la cocina como mesa de trabajo en la que se preparan los alimentos y se preparan los platos y cubiertos antes de llevarlos a la mesa. 
En el lavabo, sirve para apoyar los objetos necesarios para el aseo como el jabón de manos y otros artículos de tocador. Los materiales más habituales de los que está hecha, son el mármol, el granito, el cristal o la resina.

## Materiales
Entre los materiales más habituales de las encimeras se encuentran:
- Piedra. Son muy duras y resistentes, en especial las de granito, y a diferencia del resto de materiales, permiten tanto el corte directo sobre su superficie como los objetos muy calientes. Las encimeras de mármol no son tan duras y se rayan con más facilidad, pero son más decorativas.

- Compuestos macizos. Se dividen en dos grandes grupos:
  - Composites de cuarzo. Estos materiales son también muy duros y resistentes, con la ventaja de presentar una superficie más homogénea y con mayor variedad de colores, aunque sus características fluctúan según las distintas patentes.
  - Composites acrílicos, como el Corian. Presentan la ventaja de ser moldeables y carecen de juntas visibles, pero son más fáciles de rayar (dureza equivalente a la madera) y son sensibles a objetos muy calientes.

- Madera maciza. Es muy apreciada, sobre todo, la de haya. Las encimeras de madera forman cocinas muy decorativas, con muchas posibilidades a la hora de elegir el tono: Cerezo, nogal, wengué, roble, arce... . Tienen el inconveniente de su elevada porosidad, su peligro de rayaduras y poca resistencia a productos corrosivos.

- Acero. Es el tipo de encimera más higiénica, por eso se utilizan mucho en el sector de la hostelería. El principal inconveniente es que cualquier salpicadura deja bastante huella y se rayan con mucha facilidad. Se distingue además por su resistencia al calor y por su compatibilidad con los alimentos, no se destiñe y es resistente a los ácidos.[4]

- Encimeras de formica: Se trata de encimeras a base de múltiples láminas de distintos materiales hasta obtener un compacto liso, se pueden imitar desde las maderas más nobles hasta los aluminios más brillantes, pasando por mármoles, piedras o pizarras.

- Porcelánico. Este material es una mezcla de cerámicas compactas y cocinadas a altas temperaturas. Su proceso de fabricación le aporta robustez y sobre todo un porcentaje de absorción casi nulo, dos características claves en la durabilidad de las encimeras.</ref>

- Laminado. Las encimeras laminadas están hechas de material sintético recubierto de plástico con una suave superficie, que suele ser muy fácil de limpiar. Existen gran variedad de colores, su mantenimiento es sencillo. Un inconveniente es que no son demasiado resistentes a las grietas y pueden surgir problemas a la hora de repararlas.

Los cantos de las encimeras pueden ser cuadrados, es decir con sus extremos en ángulo recto o redondeados. También pueden adoptar formas biseladas, en chaflán o en forma de pico flauta redondeado.

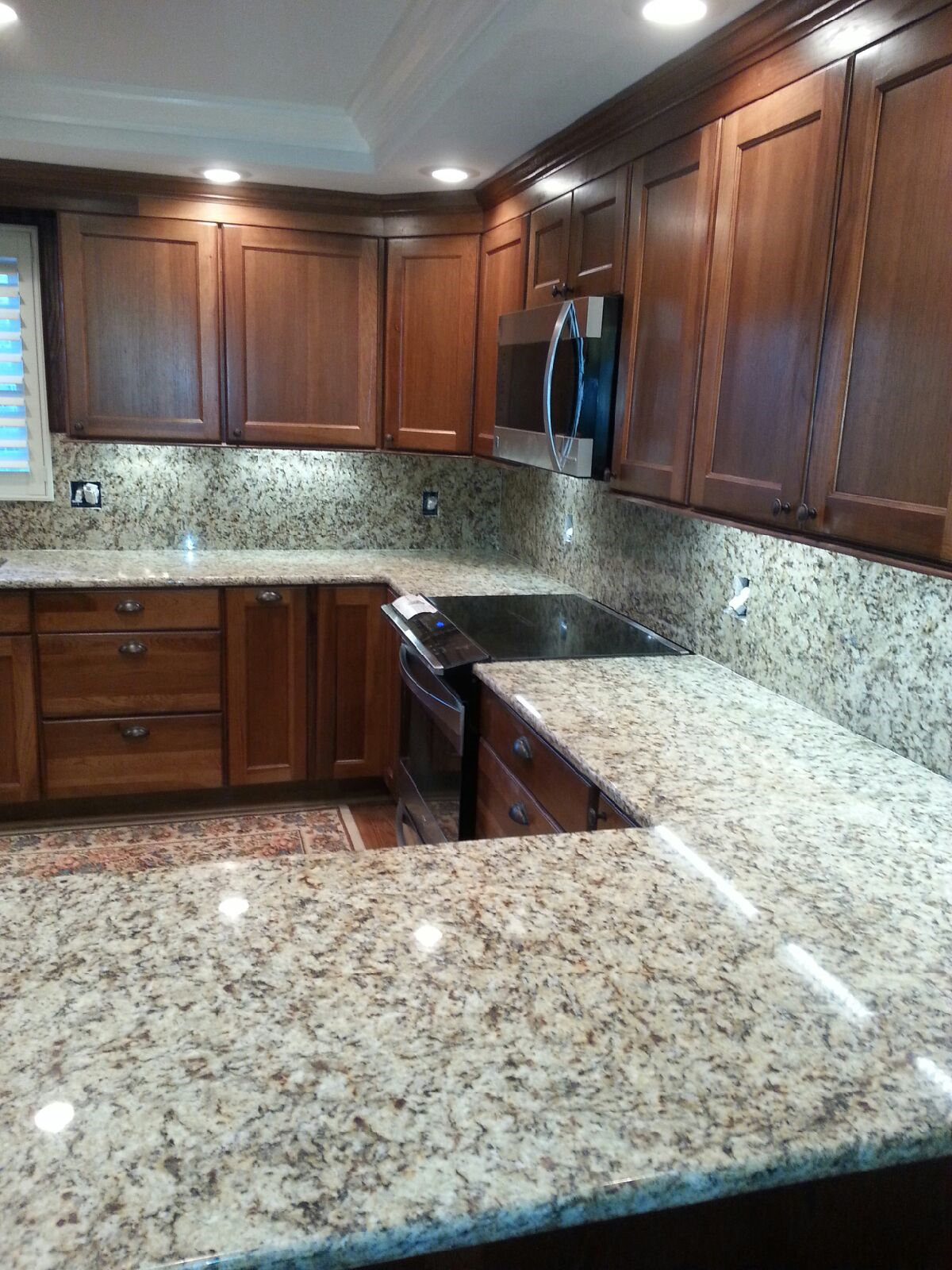
Granito
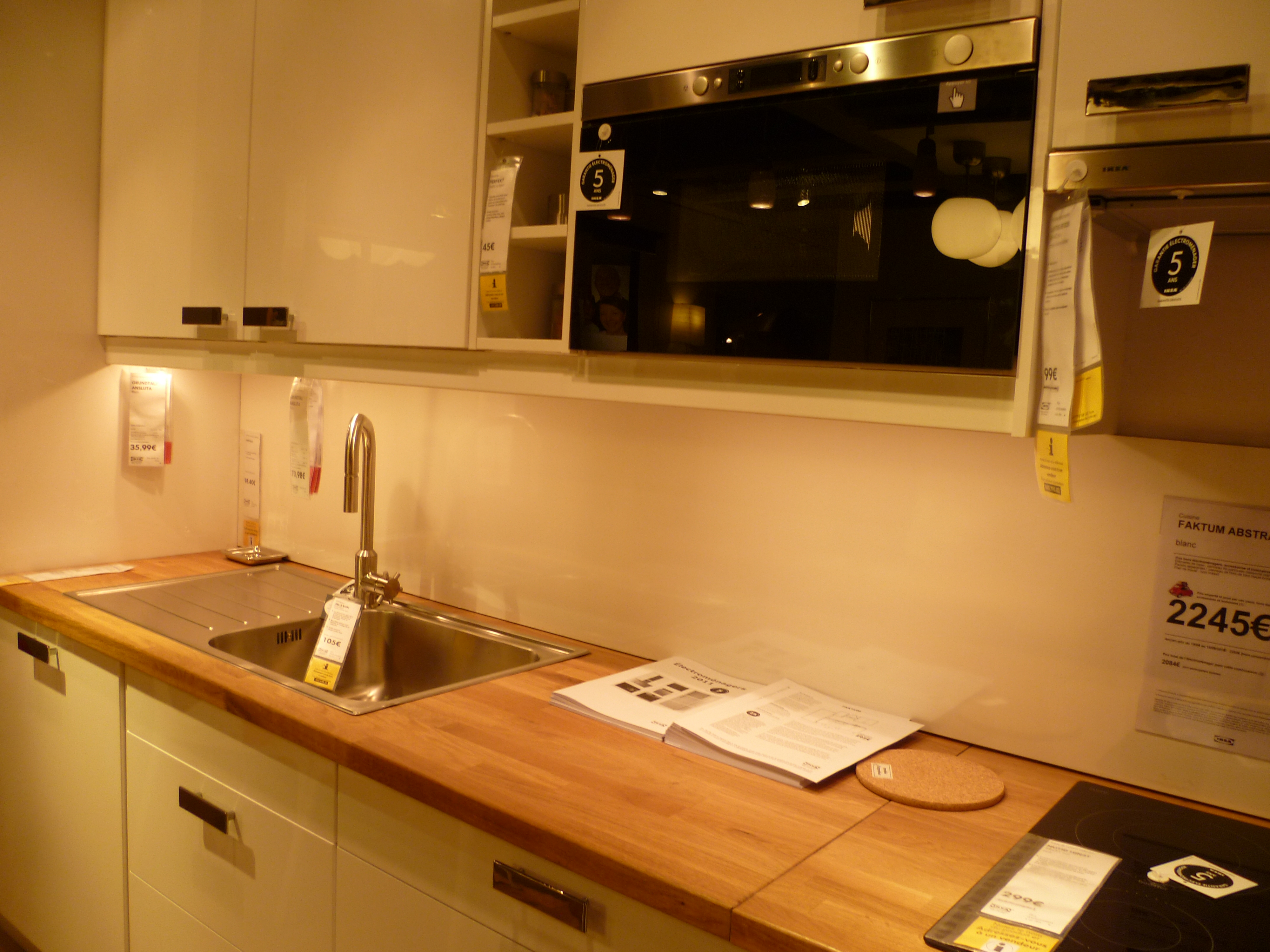
Madera
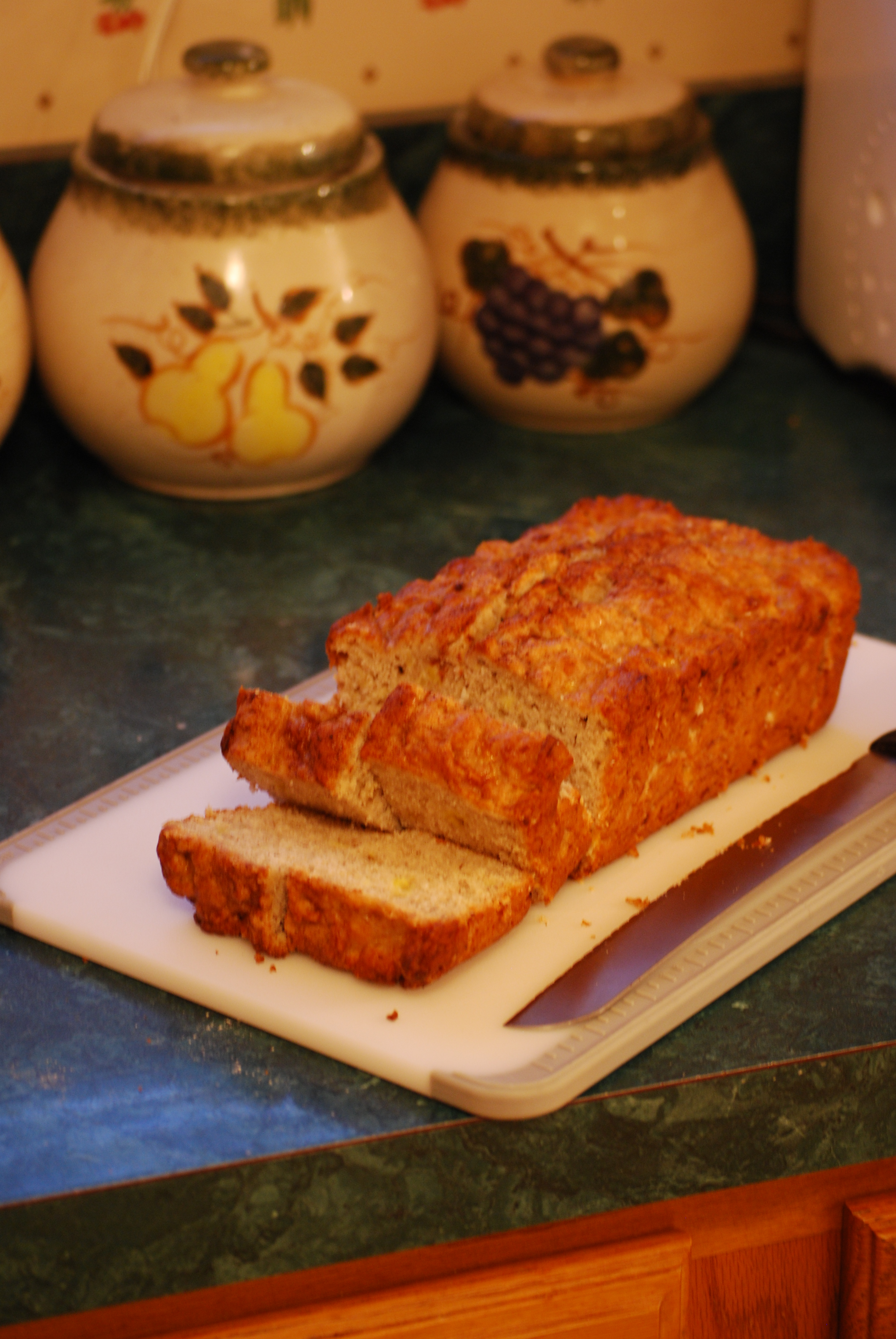
Laminado
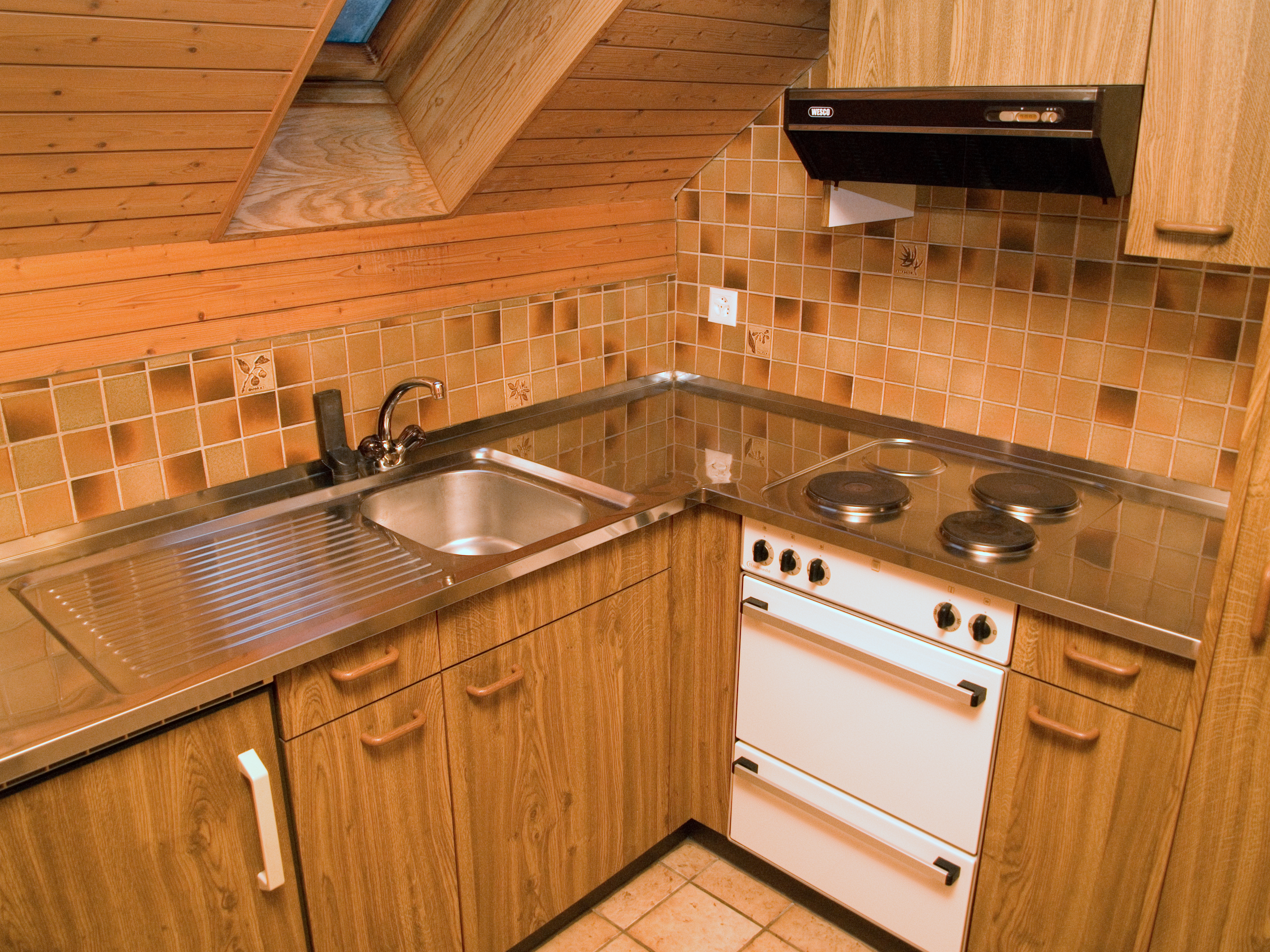
Acero